# Lobelia modesta
Lobelia modesta är en klockväxtart som beskrevs av Hugh Algernon Weddell. Lobelia modesta ingår i släktet lobelior, och familjen klockväxter. Inga underarter finns listade i Catalogue of Life.